# Eyüpoğlu, Aşkale
Eyüpoğlu là một xã thuộc huyện Aşkale, tỉnh Erzurum, Thổ Nhĩ Kỳ. Dân số thời điểm năm 2011 là 16 người.